# Triangle vocàlic
El triangle vocàlic és un gràfic que representa les vocals de la majoria de llengües en una forma que sembla un triangle o un trapezi (10% dels idiomes). Aquest sistema va ser ideat per W.Hellwag i reflecteix la relació dels fonemes vocàlics de l'AFI segons dues coordenades: el vèrtex esquerre representa l'avançament i la part inferior l'obertura de la boca. D'aquesta forma, una vocal anterior estarà situada més a l'esquerra que una posterior i una vocal oberta més avall que una tancada. Aquestes posicions corresponen també als formants més rellevants en acústica, de manera que el diagrama reflecteix tant els trets de fonètica articulatòria com la física dels sons representats.